# Шампань (Во)
Шампань (фр. Champagne) — громада  в Швейцарії в кантоні Во, округ Юра-Нор-Водуа.

## Географія
Громада розташована на відстані близько 65 км на захід від Берна, 34 км на північ від Лозанни.
Шампань має площу 3,9 км², з яких на 10% дозволяється будівництво (житлове та будівництво доріг), 51,9% використовуються в сільськогосподарських цілях, 36,1% зайнято лісами, 2% не є продуктивними (річки, льодовики або гори).

## Демографія
2019 року в громаді мешкало 1057 осіб (+30,3% порівняно з 2010 роком), іноземців було 16,5%. Густота населення становила 270 осіб/км².
За віковим діапазоном населення розподілялося таким чином: 24,5% — особи молодші 20 років, 63,2% — особи у віці 20—64 років, 12,3% — особи у віці 65 років та старші. Було 427 помешкань (у середньому 2,5 особи в помешканні).
Із загальної кількості 456 працюючих 24 було зайнятих в первинному секторі, 289 — в обробній промисловості, 143 — в галузі послуг.